# Georg Philip Russ
Georg Philip Russ ( 1822 - 1892 ) fue un botánico alemán, que trabajó en Australia.

## Honores

### Eponimia
- (Anthericaceae) Chlorophytum russii Chiov.[3]

- (Primulaceae) Lysimachia russii' H.St.John[4]
- La abreviatura «Russ» se emplea para indicar a Georg Philip Russ como autoridad en la descripción y clasificación científica de los vegetales.[5]